# نيكولاس بريثويت
نيكولاس بريثويت (بالإنجليزية: Nicholas Braithwaite)‏ هو موزع بريطاني، ولد في 26 أغسطس 1939 في لندن في المملكة المتحدة.

## وصلات خارجية
- نيكولاس بريثويت على موقع ميوزك برينز (الإنجليزية)
- نيكولاس بريثويت على موقع أول ميوزيك (الإنجليزية)
- نيكولاس بريثويت على موقع ديسكوغز (الإنجليزية)